# Nachal Kama (Negev)
Nachal Kama (hebrejsky נחל קמה) je vádí v jižním Izraeli, v severní části Negevské pouště.
Začíná v nadmořské výšce přes 200 metrů jižně od vesnice Bejt Kama, v mírně zvlněné bezlesé krajině polopouštního charakteru. Směřuje pak k jihozápadu, ze západu míjí vesnici Šoval a ústí potom u pahorku Tel Šera zprava do vádí Nachal Grar.
Na přelomu let 2005 a 2006 byl tok Nachal Kama vyčištěn v rámci společného projektu studentů ze škol Oblastní rady Bnej Šim'on a obyvatel nedalekého beduínského města Rahat. V průběhu revitalizace zde došlo k trasování turistické značené cesty a k výsadbě zeleně. Akci zaštiťoval Úřad pro zemědělské vzdělávání.